# 국도 제32호선

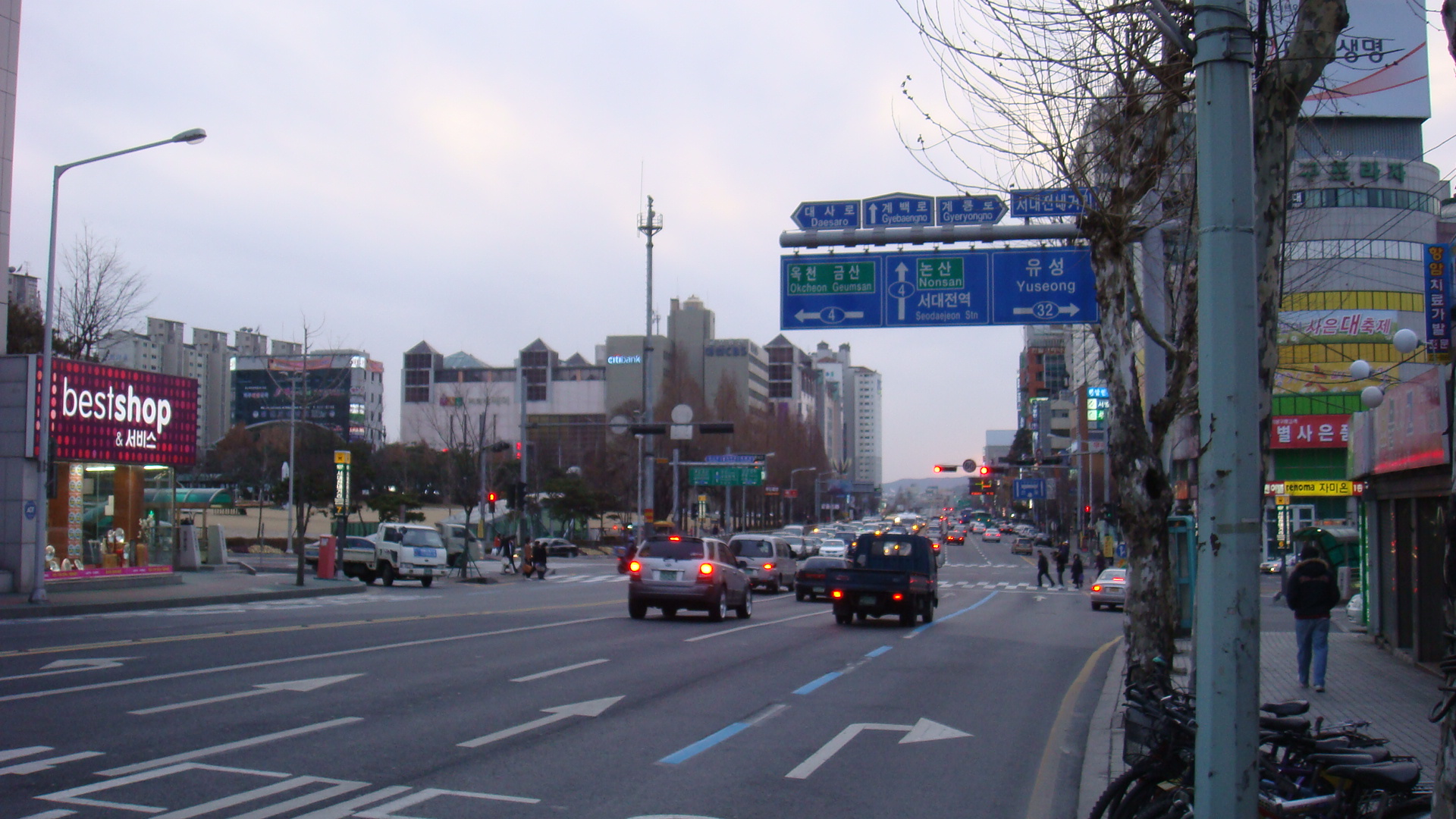
종점인 서대전네거리의 모습

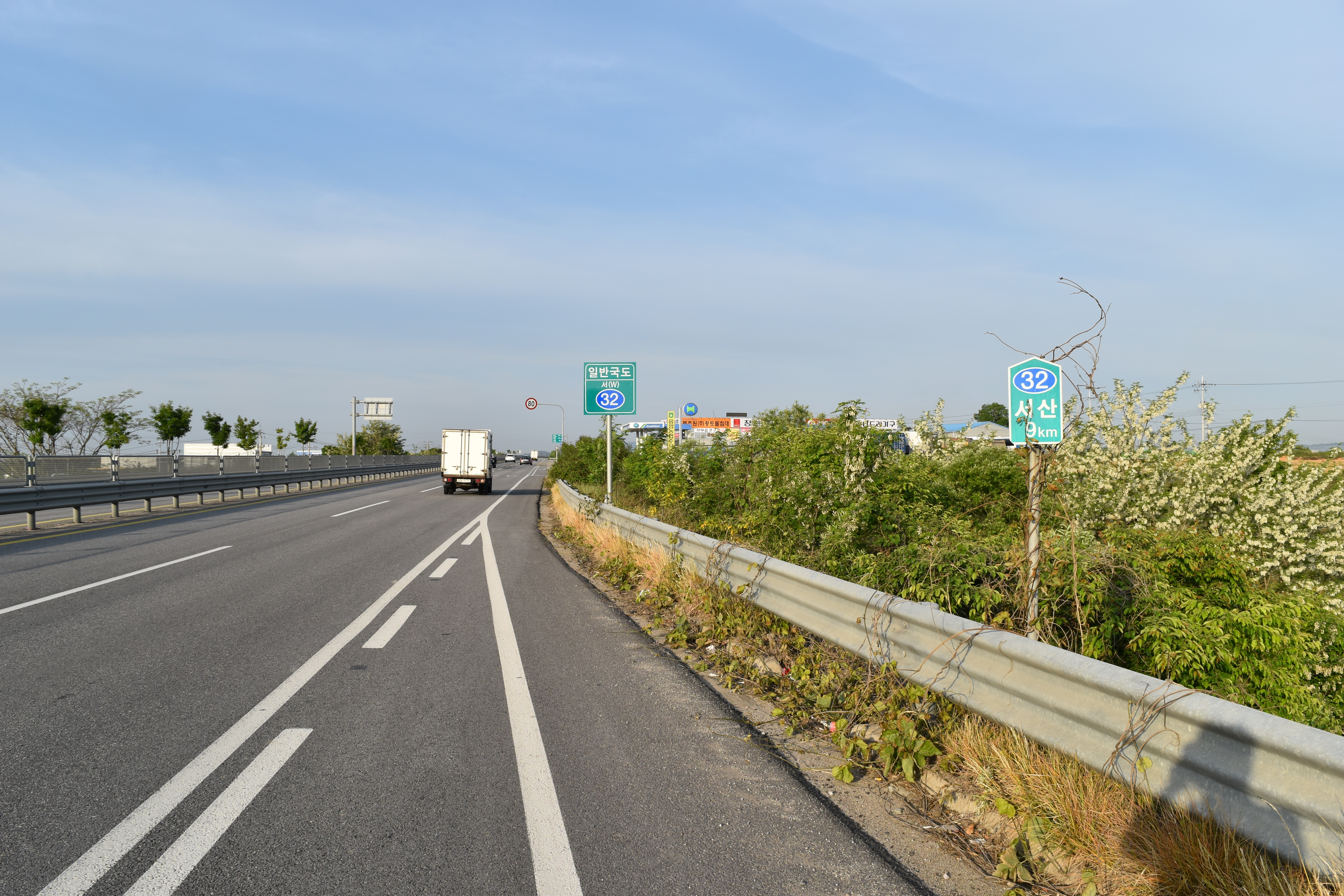
서산 인근을 지나는 32호선

국도 제32호선 (태안 ~ 대전선, 國道第三十二號 泰安大田線)은 충청남도 태안군 소원면 모항리 만리포해수욕장에서 대전광역시 중구 용두동 서대전네거리를 잇는 대한민국의 일반 국도이다.

## 개요
이 도로는 대전시와 충청남도를 동서로 관통하는 도로이다. 태안군, 서산시, 당진시, 합덕읍, 예산군, 유구읍, 공주시, 대전시까지 이어지는 도로이다. 여러 국도와 고속도로와 연결되고 충청남도 주요도시를 연결한다.

## 역사
- 1971년 8월 31일 : 일반국도노선지정령에 의해 국도 제32호선 서산 ~ 대전선이 됨.[1]
- 1972년 2월 22일 : 기점을 '충청남도 서산군 태안면(동문리)'에서 '충청남도 서산군 소원면(만리포)'로 연장.[2]
- 1973년 9월 8일 : 선형 개량으로 인해 예산군 예산읍 신례원리 ~ 신암면 종경리 2.85 km 구간을 1.54km로, 당진군 송악면 기지시리 820m 구간을 660m로 도로구역 변경[3]
- 1975년 8월 8일 : 예산군 신암면 두곡리 ~ 신양면 차동리 총 690m 구간 개통, 기존 948m 구간 폐지, 공주군 사곡면 호계리 246m 구간 개통, 기존 286m 구간 폐지[4]
- 1976년 1월 9일 : 예산군 신암면 종경리 ~ 공주군 반포면 온천리 총 3.525 km 구간 개통, 기존 4.989 km 구간 폐지[5]
- 1986년 5월 26일 : 기존 지정 구간인 서산군 태안읍 남문리 ~ 동문리, 서산군 서산읍 읍내리 ~ 동문리, 당진군 당진읍 채운리 ~ 원당리, 당진군 우강면 송산리 ~ 합덕읍 운산리, 예산군 예산읍 산성리 ~ 향천리 구간 폐지[6]
- 1994년 12월 22일 : 공주군 유구면 백교리 ~ 녹전리 1.9 km 구간 개통, 기존 구간 폐지[7]
- 1996년 7월 1일 : 기점을 '충청남도 서산군 소원면 만리포'에서 '충청남도 서산시 태안읍'으로 변경, 종점을 '충청남도 대전시'에서 '대전광역시 유성구'로 변경함.[8]
- 1997년 9월 1일 : 공주시 반포면 온천리 ~ 신관동 16.52 km 구간 확장 개통, 기존 18.41 km 구간 폐지[9]
- 1997년 12월 23일 : 공주시 신풍면 산정리 1.3 km 구간 개통, 기존 구간 폐지[10]
- 2000년 7월 31일 : 공주시 신풍면 영정리 500m 구간 신설 개통, 기존 560m 구간 폐지[11]
- 2002년 12월 31일 : 태안군 근흥면 두야리 ~ 서산시 석남동 20.36 km 구간 확장 개통, 기존 18.859 km 구간 폐지[12], 당진군 당진읍 채운리 ~ 신평면 거산리 11.7 km 구간 확장 개통, 기존 13.6 km 구간 폐지[13]
- 2004년 12월 31일 : 공주시 우성면 동대리 ~ 신관동 6.98 km 구간 확장 개통, 기존 7.72 km 구간 폐지[14]
- 2005년 7월 11일 : 서산 ~ 당진간 도로(서산시 운산면 갈산리 ~ 당진군 당진읍 채운리) 10.28 km 구간 확장 개통, 기존 11.7 km 구간 폐지[15]
- 2005년 10월 11일 : 서산 ~ 당진간 도로(서산시 잠홍동 ~ 운산면 갈산리) 9.73 km 구간 확장 개통, 기존 서산시 음암면 상홍리 ~ 운산면 갈산리 9.3 km 구간 폐지[16]
- 2005년 12월 19일 : 당진군 신평면 거산리 ~ 합덕읍 소소리 8.4 km 구간 확장 개통, 기존 당진군 신평면 거산리 ~ 합덕읍 운산리 10.7 km 구간 폐지[17]
- 2005년 12월 31일 : 예산군 예산읍 주교리 ~ 대술면 시산리 5.34 km 구간 확장 개통 및 기존 예산군 예산읍 산성리 ~ 대술면 시산리 5.85 km 구간 폐지, 예산군 신양면 신양리 ~ 대덕리 2.64 km 구간 확장 개통 및 기존 4.2 km 구간 폐지[18]
- 2007년 1월 3일 : 공주시 반포면 온천리 1.1 km 구간 확장 개통, 기존 구간 폐지[19][20]
- 2007년 12월 20일 : 덕산 ~ 예산간 도로(예산군 예산읍 관작리 ~ 창소리) 2.2 km 구간 확장 개통[21]
- 2008년 4월 21일 : 합덕 ~ 신례원간 도로 2공구(예산군 신암면 신택리 ~ 예산읍 간양리) 5.3 km 구간 확장 개통, 기존 예산군 신암면 신택리 ~ 종경리 6.0 km 구간 폐지[22]
- 2008년 12월 29일 : 합덕 ~ 신례원간 도로 1공구(당진군 합덕읍 운산리 ~ 예산군 신암면 신택리) 7.9 km 구간 확장 개통, 기존 당진군 합덕읍 합덕리 ~ 예산군 신암면 신택리 4.02 km 구간 폐지[23]
- 2008년 11월 17일 : 기점이 충청남도 서산시 태안읍에서 태안군 소원면 만리포로 변경됨. '서산 ~ 대전선'에서 '태안 ~ 대전선'으로 변경.[24]
- 2008년 12월 31일 : 예산 ~ 신양간 도로(예산군 대술면 시산리 ~ 신양면 신양리) 7.11 km 구간 확장 개통, 기존 구간 폐지[25]
- 2009년 4월 17일 : 서산시 성연면 일람리 ~ 음암면 부장리 7.65 km 구간을 자동차 전용도로로 지정[26]
- 2011년 12월 21일 : 신풍 ~ 우성간 도로(공주시 신풍면 산정리 ~ 우성면 동대리) 11.68 km 구간 확장 개통, 기존 공주시 신풍면 영정리 ~ 사곡면 해월리 3.4 km 구간과 공주시 사곡면 신영리 ~ 우성면 동대리 3.7 km 구간 폐지[27]
- 2014년 12월 29일 : 신양 ~ 신풍간 도로(예산군 신양면 대덕리 ~ 공주시 신풍면 산정리) 11.64 km 구간 개통, 기존 8.3 km 구간 폐지[28][29]
- 2016년 12월 29일 : 음암 ~ 성연간 도로(서산시 성연면 일람리 ~ 음암면 부장리) 7.65 km 구간 신설 개통[30], 기존 서산시 석림동 ~ 음암면 부장리 총 5.3 km 구간 폐지[31]
- 2017년 12월 12일 : 만리포 ~ 태안간 도로(태안군 소원면 모항리 ~ 근흥면 두야리) 13.14 km 구간 확장 개통, 기존 태안군 소원면 송현리 ~ 근흥면 두야리 총 2.7 km 구간 폐지[32]
- 2019년 12월 23일 : 음암 ~ 성연간 도로 개통으로 서산시 시내 구간(서산시 예천동 ~ 음암면 부장리)을 지정 해제하고 음암 ~ 성연간 도로 구간으로 노선 변경[33]
- 2022년 12월 30일 : 학봉 ~ 공암간 도로(대전광역시 유성구 갑동 ~ 공주시 반포면 공암리) 5.4 km 구간 확장 개통[34]

## 주요 경유지
충청남도
- 태안군 (소원면 · 근흥면 · 소원면 · 근흥면 · 태안읍) - 서산시 (팔봉면 · 인지면 · 예천동 · 읍내동 · 인지면 · 갈산동 · 성연면 · 온석동 · 음암면 · 운산면) - 당진시 (정미면 · 행정동 · 채운동 · 읍내동 · 수청동 · 시곡동 · 송악읍 · 신평면 · 송악읍 · 신평면 · 순성면 · 합덕읍) - 예산군 (신암면 · 예산읍 · 대술면 · 신양면) - 공주시 (유구읍 · 신풍면 · 사곡면 · 우성면 · 쌍신동 · 신관동 · 월송동 · 무릉동 · 석장리동)

세종특별자치시
- 장군면

충청남도
- 공주시 반포면

대전광역시
- 유성구 (갑동 · 덕명동 · 구암동 · 장대동 · 구암동 · 봉명동) - 서구 (월평동 · 갈마동 · 탄방동 · 용문동) - 중구 (태평동 · 오류동)

## 노선
- (■): 자동차 전용도로 구간

### 충청남도·세종특별자치시
| 이름                             | 접속 노선                                                           | 소재지                                                      | 소재지                                                                                    | 비고                                                                                             |
| -------------------------------- | ------------------------------------------------------------------- | ----------------------------------------------------------- | ----------------------------------------------------------------------------------------- | ------------------------------------------------------------------------------------------------ |
| 만리포해수욕장                   |                                                                     | 태안군                                                      | 소원면                                                                                    |                                                                                                  |
| 만리포시외버스터미널             |                                                                     | 태안군                                                      | 소원면                                                                                    |                                                                                                  |
| 모항교차로                       | 모항항길                                                            | 태안군                                                      | 소원면                                                                                    |                                                                                                  |
| 송원삼거리                       | 모항파도로                                                          | 태안군                                                      | 소원면                                                                                    |                                                                                                  |
| 송의교차로                       | 대소산길                                                            | 태안군                                                      | 소원면                                                                                    |                                                                                                  |
| 대소교차로                       |                                                                     | 태안군                                                      | 소원면                                                                                    |                                                                                                  |
| 송현교                           |                                                                     | 태안군                                                      | 소원면                                                                                    |                                                                                                  |
| 독점교차로                       | 산간이길                                                            | 태안군                                                      | 소원면                                                                                    |                                                                                                  |
| 송현1교차로                      | 대소산길                                                            | 태안군                                                      | 소원면                                                                                    |                                                                                                  |
| 송현2교차로                      |                                                                     | 태안군                                                      | 소원면                                                                                    |                                                                                                  |
| 묵골천교                         |                                                                     | 태안군                                                      | 소원면                                                                                    |                                                                                                  |
| 신덕교차로                       | 법산길                                                              | 태안군                                                      | 소원면                                                                                    |                                                                                                  |
| 법산교                           |                                                                     | 태안군                                                      | 소원면                                                                                    |                                                                                                  |
| 법산교차로                       | 사라실길                                                            | 태안군                                                      | 소원면                                                                                    |                                                                                                  |
| 법현교차로                       | 법산길                                                              | 태안군                                                      | 소원면                                                                                    |                                                                                                  |
| 영전교차로                       | 마금로 영전길 중뱅이길                                              | 태안군                                                      | 근흥면                                                                                    |                                                                                                  |
| 종대교차로                       | 돌문길 종대길                                                       | 태안군                                                      | 소원면                                                                                    |                                                                                                  |
| 시목교차로                       | 수룡길 시목길                                                       | 태안군                                                      | 소원면                                                                                    |                                                                                                  |
| 백교교차로                       | 백교길                                                              | 태안군                                                      | 소원면                                                                                    |                                                                                                  |
| 두야교차로                       | 국가지원지방도 제96호선 지방도 제603호선 (태흥로)                   | 태안군                                                      | 태안읍                                                                                    | 국가지원지방도 제96호선과 중복                                                                   |
| 장산교차로                       | 근흥로 동백로                                                       | 태안군                                                      | 태안읍                                                                                    | 국가지원지방도 제96호선과 중복                                                                   |
| 남문교차로                       | 국도 제77호선 국가지원지방도 제96호선 (안면대로) 환동로             | 태안군                                                      | 태안읍                                                                                    | 국가지원지방도 제96호선과 중복 국도 제77호선과 중복                                              |
| 평천교차로                       | 동백로                                                              | 태안군                                                      | 태안읍                                                                                    | 국도 제77호선과 중복                                                                             |
| 화동교차로                       | 중앙로                                                              | 태안군                                                      | 태안읍                                                                                    | 국도 제77호선과 중복                                                                             |
| 인평교차로                       | 강경벌로 선비길                                                     | 태안군                                                      | 태안읍                                                                                    | 국도 제77호선과 중복                                                                             |
| (고성교차로)                     | 진장3길 팔봉2로                                                     | 서산시                                                      | 팔봉면                                                                                    | 국도 제77호선과 중복                                                                             |
| 어송교차로                       | 팔봉1로 팔봉2로                                                     | 서산시                                                      | 팔봉면                                                                                    | 국도 제77호선과 중복                                                                             |
| 수랑재교차로                     | 차동길 차리강수길                                                   | 서산시                                                      | 인지면                                                                                    | 국도 제77호선과 중복                                                                             |
| 화수교차로                       | 차동길 화수2길 화수왕대길                                           | 서산시                                                      | 인지면                                                                                    | 국도 제77호선과 중복                                                                             |
| 풍전교차로                       | 수현로                                                              | 서산시                                                      | 인지면                                                                                    | 국도 제77호선과 중복                                                                             |
| 공림삼거리                       | 지방도 제649호선 (무학로)                                           | 서산시                                                      | 석남동                                                                                    | 국도 제77호선과 중복 지방도 제649호선과 중복                                                     |
| 예천사거리                       | 국도 제29호선 국도 제77호선 국가지원지방도 제70호선 (서해로) 고운로 | 서산시                                                      | 석남동                                                                                    | 국도 제77호선과 중복 국도 제29호선과 중복 국가지원지방도 제70호선과 중복 지방도 제649호선과 중복 |
| 갈산교차로                       | 안견로                                                              | 서산시                                                      | 부춘동                                                                                    | 국도 제29, 77호선과 중복 국가지원지방도 제70호선과 중복                                          |
| 서산종합운동장                   | 안견로                                                              | 서산시                                                      | 부춘동                                                                                    | 국도 제29, 77호선과 중복 국가지원지방도 제70호선과 중복                                          |
| 일람 교차로                      | 국도 제29호선 국도 제77호선 국가지원지방도 제70호선 (충의로)        | 서산시                                                      | 성연면                                                                                    | 국도 제29, 77호선과 중복 국가지원지방도 제70호선과 중복                                          |
| 일람교                           |                                                                     | 서산시                                                      | 성연면                                                                                    |                                                                                                  |
| 일람리교차로                     | 사연동로                                                            | 서산시                                                      | 성연면                                                                                    | 상행 진출 불가 하행 진입 불가                                                                    |
| 봉우1교 봉우2교                  |                                                                     | 서산시                                                      | 성연면                                                                                    |                                                                                                  |
| 온석터널                         |                                                                     | 서산시                                                      | 성연면                                                                                    | 상행 연장 355m 하행 연장 340m                                                                    |
| 온석터널                         | 동문동                                                              | 서산시                                                      |                                                                                           | 상행 연장 355m 하행 연장 340m                                                                    |
| 온석 교차로                      | 서령로                                                              | 서산시                                                      |                                                                                           |                                                                                                  |
| 부산1교                          |                                                                     | 서산시                                                      | 음암면                                                                                    |                                                                                                  |
| 부산 교차로                      | 지방도 제649호선 (홍천로)                                           | 서산시                                                      | 음암면                                                                                    |                                                                                                  |
| 상홍1교 상홍2교                  |                                                                     | 서산시                                                      | 음암면                                                                                    |                                                                                                  |
| 상홍2교차로                      | 상홍1길                                                             | 서산시                                                      | 음암면                                                                                    |                                                                                                  |
| 상홍3교                          |                                                                     | 서산시                                                      | 음암면                                                                                    |                                                                                                  |
| 상홍교차로                       | 운암로                                                              | 서산시                                                      | 음암면                                                                                    |                                                                                                  |
| 부장교차로                       | 서해로                                                              | 서산시                                                      | 음암면                                                                                    |                                                                                                  |
| 음암교차로                       | 음암로                                                              | 서산시                                                      | 음암면                                                                                    |                                                                                                  |
| 성암대교                         |                                                                     | 서산시                                                      | 음암면                                                                                    |                                                                                                  |
| 탑곡교차로                       | 국가지원지방도 제70호선 (백제사신로) (운암로)                       | 서산시                                                      | 음암면                                                                                    |                                                                                                  |
| 운산교차로                       | 국가지원지방도 제70호선 (운암로)                                    | 서산시                                                      | 운산면                                                                                    |                                                                                                  |
| 서산 나들목                      | 서해안고속도로                                                      | 서산시                                                      | 운산면                                                                                    |                                                                                                  |
| 여미교차로                       | 운정로                                                              | 서산시                                                      | 운산면                                                                                    |                                                                                                  |
| 사관교차로                       | 지방도 제647호선 (정미로)                                           | 당진시                                                      | 정미면                                                                                    |                                                                                                  |
| 신시교차로                       | 갈골로                                                              | 당진시                                                      | 정미면                                                                                    |                                                                                                  |
| 봉생교차로                       | 산동로 상구실로                                                     | 당진시                                                      | 정미면                                                                                    |                                                                                                  |
| 채운교                           |                                                                     | 당진시                                                      | 정미면                                                                                    |                                                                                                  |
| 채운교차로                       | 역천로 운곡로                                                       | 당진시                                                      | 당진동                                                                                    |                                                                                                  |
| 탑동교차로 (탑동교)              | 지방도 제615호선 (서부로)                                           | 당진시                                                      | 당진동                                                                                    |                                                                                                  |
| 원당교차로                       | 원당로 동부로                                                       | 당진시                                                      | 당진동                                                                                    |                                                                                                  |
| 시곡교차로                       | 정안로                                                              | 당진시                                                      | 당진동                                                                                    | 상행 진출 불가 하행 진입 불가                                                                    |
| 감골교차로                       | 수청로                                                              | 당진시                                                      | 당진동                                                                                    |                                                                                                  |
| 입암 교차로                      |                                                                     | 당진시                                                      | 당진동                                                                                    |                                                                                                  |
| 당진산업단지사거리               | 반촌로 시곡로                                                       | 당진시                                                      | 당진동                                                                                    |                                                                                                  |
| 기지시교차로                     | 지방도 제619호선 (틀모시로)                                         | 당진시                                                      | 송악읍                                                                                    |                                                                                                  |
| 가마못교차로                     | 지방도 제633호선 (반촌로) 서해안고속도로                            | 당진시                                                      | 송악읍                                                                                    | 당진 나들목과 연결 상행 진입 불가 하행 진출 불가                                                 |
| 반촌교차로                       | 반촌로 서해안고속도로                                               | 당진시                                                      | 송악읍                                                                                    | 당진 나들목과 연결 상행 진출 불가 하행 진입 불가                                                 |
| 광명간이교차로                   | 광명길 조비실길                                                     | 당진시                                                      | 송악읍                                                                                    | 상행 진입 불가 하행 진출 불가                                                                    |
| 신평산업단지교차로               | 조비실길                                                            | 당진시                                                      | 신평면                                                                                    |                                                                                                  |
| 거산교차로                       | 독암골길                                                            | 당진시                                                      | 신평면                                                                                    |                                                                                                  |
| 거산1교차로                      | 독암길 동부길 섭실길                                                | 당진시                                                      | 신평면                                                                                    |                                                                                                  |
| 거산2교차로                      | 국도 제34호선 (서해로) 덕평로 부곡길                                | 당진시                                                      | 신평면                                                                                    |                                                                                                  |
| 봉교1교 봉교2교                  |                                                                     | 당진시                                                      | 신평면                                                                                    |                                                                                                  |
| 상오교차로 (상오교)              | 순성로                                                              | 당진시                                                      | 신평면                                                                                    |                                                                                                  |
| 오미교                           | 상오로                                                              | 당진시                                                      | 신평면                                                                                    |                                                                                                  |
| 아찬교차로                       | 아찬1로 서두물길                                                    | 당진시                                                      | 신평면                                                                                    |                                                                                                  |
| 아찬교차로                       | 아찬1로 서두물길                                                    | 당진시                                                      | 순성면                                                                                    |                                                                                                  |
| 남원천교                         |                                                                     | 당진시                                                      |                                                                                           |                                                                                                  |
| 중방교차로 (중방지하차도)        | 본리로                                                              | 당진시                                                      |                                                                                           |                                                                                                  |
| 소소교                           |                                                                     | 당진시                                                      | 합덕읍                                                                                    |                                                                                                  |
| 합덕교차로                       | 국가지원지방도 제70호선 (합덕 ~ 우강간 도로) (면천로)               | 당진시                                                      | 합덕읍                                                                                    |                                                                                                  |
| 운산1교                          | 국도 제40호선 지방도 제622호선 (예덕로)                             | 당진시                                                      | 합덕읍                                                                                    |                                                                                                  |
| 운산2교                          |                                                                     | 당진시                                                      | 합덕읍                                                                                    |                                                                                                  |
| 성동교차로                       | 성동로 운산로                                                       | 당진시                                                      | 합덕읍                                                                                    |                                                                                                  |
| 연호대교 연호 교차로             | 상덕로                                                              | 당진시                                                      | 합덕읍                                                                                    |                                                                                                  |
| 신석교차로                       | 평야6로                                                             | 당진시                                                      | 합덕읍                                                                                    |                                                                                                  |
| 예당대교                         |                                                                     | 당진시                                                      | 합덕읍                                                                                    |                                                                                                  |
|                                  | 예산군                                                              | 신암면                                                      |                                                                                           |                                                                                                  |
| 신택교차로                       | 예산군                                                              | 신암면                                                      | 오신로                                                                                    |                                                                                                  |
| 신종교차로 예산추사고택 나들목   | 예산군                                                              | 신암면                                                      | 추사로 익산평택고속도로                                                                   |                                                                                                  |
| 계촌교                           | 예산군                                                              | 신암면                                                      |                                                                                           |                                                                                                  |
|                                  | 예산군                                                              | 예산읍                                                      |                                                                                           |                                                                                                  |
| 계촌교차로                       | 예산군                                                              | 궁평길                                                      | 상행 진출 불가 하행 진입 불가                                                             |                                                                                                  |
| 간양교차로                       | 예산군                                                              | 국도 제21호선 국도 제45호선 (충서로) 벚꽃로                 | 국도 제21, 45호선과 중복                                                                  |                                                                                                  |
| 점촌삼거리                       | 예산군                                                              | 신례원로                                                    | 국도 제21, 45호선과 중복                                                                  |                                                                                                  |
| 창소사거리                       | 예산군                                                              | 창말로 추사로                                               | 국도 제21, 45호선과 중복                                                                  |                                                                                                  |
| 관작삼거리                       | 예산군                                                              | 신례원로                                                    | 국도 제21, 45호선과 중복                                                                  |                                                                                                  |
| 석양교차로                       | 예산군                                                              | 국도 제45호선 국가지원지방도 제70호선 (윤봉길로)            | 국도 제21, 45호선과 중복 국가지원지방도 제70호선과 중복                                   |                                                                                                  |
| 발연교차로                       | 예산군                                                              | 지방도 제618호선 (황금뜰로)                                 | 국도 제21호선과 중복 국가지원지방도 제70호선과 중복 지방도 제618호선과 중복               |                                                                                                  |
| 예산지하차도                     | 예산군                                                              | 금오대로                                                    | 국도 제21호선과 중복 국가지원지방도 제70호선과 중복 지방도 제618호선과 중복               |                                                                                                  |
| 무한 교차로                      | 예산군                                                              | 국도 제21호선 (충서로) 예산로                               | 국도 제21호선과 중복 국가지원지방도 제70호선과 중복 지방도 제618호선과 중복               |                                                                                                  |
| 예산천교 베룩불교 마상교         | 예산군                                                              |                                                             | 국가지원지방도 제70호선과 중복 지방도 제618호선과 중복                                    |                                                                                                  |
| 대회교차로                       | 예산군                                                              | 형제고개로                                                  | 국가지원지방도 제70호선과 중복 지방도 제618호선과 중복                                    |                                                                                                  |
| 대회1교                          | 예산군                                                              |                                                             | 국가지원지방도 제70호선과 중복 지방도 제618호선과 중복                                    |                                                                                                  |
| 삽티교차로                       | 예산군                                                              | 금오대로                                                    | 국가지원지방도 제70호선과 중복 지방도 제618호선과 중복 상행 진출 불가                     |                                                                                                  |
| 향천터널                         | 예산군                                                              |                                                             | 국가지원지방도 제70호선과 중복 지방도 제618호선과 중복 연장 약 105m                       |                                                                                                  |
| 향천터널                         | 예산군                                                              | 대술면                                                      | 국가지원지방도 제70호선과 중복 지방도 제618호선과 중복 연장 약 105m                       |                                                                                                  |
| 시산 교차로                      | 예산군                                                              | 충령사로 시산서길                                           | 국가지원지방도 제70호선과 중복 지방도 제618호선과 중복                                    |                                                                                                  |
| 시산교 산정3교                   | 예산군                                                              |                                                             | 국가지원지방도 제70호선과 중복 지방도 제618호선과 중복                                    |                                                                                                  |
| 대술교차로                       | 예산군                                                              | 지방도 제616호선 지방도 제618호선 지방도 제645호선 (대술로) | 국가지원지방도 제70호선과 중복 지방도 제618호선과 중복 지방도 제616, 645호선과 중복       |                                                                                                  |
| 산정2교                          | 예산군                                                              |                                                             | 국가지원지방도 제70호선과 중복 지방도 제618호선과 중복 지방도 제616, 645호선과 중복       |                                                                                                  |
| 귀마교차로                       | 예산군                                                              | 마전하삼길 불원귀곡길                                       | 국가지원지방도 제70호선과 중복 지방도 제616, 645호선과 중복                               |                                                                                                  |
| 연리교차로                       | 예산군                                                              | 백운길                                                      | 국가지원지방도 제70호선과 중복 지방도 제616, 645호선과 중복                               | 신양면                                                                                           |
| 불원교차로                       | 예산군                                                              | 불원귀곡길 불원시왕길                                       | 국가지원지방도 제70호선과 중복 지방도 제616, 645호선과 중복                               | 신양면                                                                                           |
| 제2불원교                        | 예산군                                                              |                                                             | 국가지원지방도 제70호선과 중복 지방도 제616, 645호선과 중복                               | 신양면                                                                                           |
| 신양교차로                       | 예산군                                                              | 지방도 제616호선 (청신로)                                   | 국가지원지방도 제70호선과 중복 지방도 제616, 645호선과 중복 상행 진입 불가 하행 진출 불가 | 신양면                                                                                           |
| 신양리                           | 예산군                                                              | 신양3길                                                     | 국가지원지방도 제70호선과 중복 지방도 제645호선과 중복                                    | 신양면                                                                                           |
| 장사래교                         | 예산군                                                              |                                                             | 국가지원지방도 제70호선과 중복 지방도 제645호선과 중복                                    | 신양면                                                                                           |
| (생태터널)                       | 예산군                                                              |                                                             | 국가지원지방도 제70호선과 중복 지방도 제645호선과 중복 연장 약 30m                        | 신양면                                                                                           |
| 대덕교차로                       | 예산군                                                              | 국가지원지방도 제70호선 지방도 제645호선 (대덕로)           | 국가지원지방도 제70호선과 중복 지방도 제645호선과 중복                                    | 신양면                                                                                           |
| 신덕교차로                       | 예산군                                                              |                                                             |                                                                                           | 신양면                                                                                           |
| 차동교                           | 예산군                                                              |                                                             |                                                                                           | 신양면                                                                                           |
| 차동1교차로                      | 예산군                                                              | 차동고개로 차동대촌길 차동송정길                            |                                                                                           | 신양면                                                                                           |
| 차동터널                         | 예산군                                                              |                                                             | 연장 557m                                                                                 | 신양면                                                                                           |
| 차동터널                         |                                                                     | 공주시                                                      | 연장 557m                                                                                 | 유구읍                                                                                           |
| 녹천1교 녹천2교                  |                                                                     | 공주시                                                      |                                                                                           | 유구읍                                                                                           |
| 녹천1교차로                      | 살포쟁이길                                                          | 공주시                                                      |                                                                                           | 유구읍                                                                                           |
| 녹천2교차로                      | 유구외곽로 고재동길 녹천중골길                                      | 공주시                                                      |                                                                                           | 유구읍                                                                                           |
| 녹천3교 음실교 백교교            |                                                                     | 공주시                                                      |                                                                                           | 유구읍                                                                                           |
| 유구터널                         |                                                                     | 공주시                                                      | 연장 155m                                                                                 | 유구읍                                                                                           |
| 만천교차로                       | 국도 제39호선 지방도 제604호선 (유구외곽로)                         | 공주시                                                      | 국도 제39호선과 중복 지방도 제604호선과 중복                                              | 유구읍                                                                                           |
| 만천삼거리                       | 유구외곽로                                                          | 공주시                                                      | 국도 제39호선과 중복 지방도 제604호선과 중복                                              | 유구읍                                                                                           |
| 산정1교차로                      | 황새골길                                                            | 공주시                                                      | 국도 제39호선과 중복 지방도 제604호선과 중복                                              | 신풍면                                                                                           |
| 산정2교차로                      | 신풍길 원골예술길                                                   | 공주시                                                      | 국도 제39호선과 중복 지방도 제604호선과 중복                                              | 신풍면                                                                                           |
| 신풍교차로 (신풍삼거리)          | 벌뜸길                                                              | 공주시                                                      | 국도 제39호선과 중복 지방도 제604호선과 중복                                              | 신풍면                                                                                           |
| 산정교                           | 신풍길                                                              | 공주시                                                      | 국도 제39호선과 중복 지방도 제604호선과 중복 상행 진출 불가 하행 진입 불가                | 신풍면                                                                                           |
| 산정교차로                       | 국도 제39호선 지방도 제604호선 (충의로)                             | 공주시                                                      | 국도 제39호선과 중복 지방도 제604호선과 중복                                              | 신풍면                                                                                           |
| (이름 없음)                      | 영정길                                                              | 공주시                                                      | 상행 진입 불가 하행 진출 불가                                                             | 신풍면                                                                                           |
| 영정1교                          | 영정길                                                              | 공주시                                                      |                                                                                           | 신풍면                                                                                           |
| 영정2교                          |                                                                     | 공주시                                                      |                                                                                           | 신풍면                                                                                           |
| 평소교                           | 영정길                                                              | 공주시                                                      | 사곡면                                                                                    | 상행 진출 불가 하행 진입 불가                                                                    |
| 해월교                           | 만수동길 산수골길 해월길                                            | 공주시                                                      | 사곡면                                                                                    |                                                                                                  |
| 사곡교차로                       | 지방도 제629호선 (호계황골길)                                       | 공주시                                                      | 사곡면                                                                                    |                                                                                                  |
| 마곡사 나들목 (마곡사IC 교차로)  | 30호선 서산영덕고속도로                                             | 공주시                                                      | 사곡면                                                                                    | 상행 진입 불가 하행 진출 불가 대전 방향만 진출입 가능                                            |
| 사곡2교차로                      | 마곡사로 남두머리길 월은길                                          | 공주시                                                      | 사곡면                                                                                    |                                                                                                  |
| 신영교차로                       | 진밭양지편길                                                        | 공주시                                                      | 사곡면                                                                                    |                                                                                                  |
| 신영2교                          | 대광터길 통천포길                                                   | 공주시                                                      | 사곡면                                                                                    | 상행 진출 불가 하행 진입 불가                                                                    |
| 마루교                           |                                                                     | 공주시                                                      | 사곡면                                                                                    |                                                                                                  |
| 신영터널                         |                                                                     | 공주시                                                      | 사곡면                                                                                    | 상행 연장 711m 하행 연장 674m                                                                    |
| 우성교                           |                                                                     | 공주시                                                      | 사곡면                                                                                    |                                                                                                  |
|                                  | 우성면                                                              | 공주시                                                      |                                                                                           |                                                                                                  |
| 우성초등학교 우성면 행정복지센터 |                                                                     | 공주시                                                      |                                                                                           |                                                                                                  |
| 동대교차로                       | 국도 제36호선 (공수원로) 차동로                                     | 공주시                                                      | 국도 제36호선과 중복                                                                      |                                                                                                  |
| 단지리                           | 우성길                                                              | 공주시                                                      | 국도 제36호선과 중복 상행 진입 불가 하행 진출 불가                                        |                                                                                                  |
| 상서리                           | 옥성길                                                              | 공주시                                                      | 국도 제36호선과 중복                                                                      |                                                                                                  |
| 상서교                           | 우성길                                                              | 공주시                                                      | 국도 제36호선과 중복 상행 진출 불가 하행 진입 불가                                        |                                                                                                  |
| 질마교차로                       | 국도 제36호선 (차동로) 연미산고개길 질마고개길 초정골길 해포길      | 공주시                                                      | 국도 제36호선과 중복                                                                      |                                                                                                  |
| 연미터널                         |                                                                     | 공주시                                                      | 연장 858m                                                                                 |                                                                                                  |
| 연미터널                         | 신관동                                                              | 공주시                                                      | 연장 858m                                                                                 |                                                                                                  |
| 쌍신동                           | 쌍신길                                                              | 공주시                                                      | 상행 진출 불가                                                                            |                                                                                                  |
| 봉황중학교 공주생명과학고등학교  |                                                                     | 공주시                                                      |                                                                                           |                                                                                                  |
| 생명과학고사거리                 | 지방도 제651호선 (백제큰길)                                         | 공주시                                                      |                                                                                           |                                                                                                  |
| 정안천교                         |                                                                     | 공주시                                                      |                                                                                           |                                                                                                  |
| 전막교차로                       | 국도 제40호선 국가지원지방도 제96호선 (웅진로) 전막1길              | 공주시                                                      | 국가지원지방도 제96호선과 중복                                                            |                                                                                                  |
| 중앙로삼거리                     | 번영1로                                                             | 공주시                                                      | 국가지원지방도 제96호선과 중복                                                            |                                                                                                  |
| 금강둔치교차로                   | 신관로                                                              | 공주시                                                      | 국가지원지방도 제96호선과 중복                                                            |                                                                                                  |
| 대학로교차로                     | 공주대학로                                                          | 공주시                                                      | 국가지원지방도 제96호선과 중복                                                            |                                                                                                  |
| 강북교차로                       | 무령로                                                              | 공주시                                                      | 국가지원지방도 제96호선과 중복                                                            |                                                                                                  |
| 월송교차로 (사송정2교)           | 국도 제23호선 (차령로)                                              | 공주시                                                      | 국가지원지방도 제96호선과 중복                                                            | 월송동                                                                                           |
| 무릉동                           | 무릉동길                                                            | 공주시                                                      | 국가지원지방도 제96호선과 중복                                                            | 월송동                                                                                           |
| 장암교                           | 석장리길                                                            | 공주시                                                      | 국가지원지방도 제96호선과 중복                                                            | 월송동                                                                                           |
| 장암교차로                       | 국가지원지방도 제96호선 (금송로) 외암길                             | 세종특별자치시                                              | 국가지원지방도 제96호선과 중복                                                            | 장군면                                                                                           |
| 청벽대교                         |                                                                     | 세종특별자치시                                              |                                                                                           | 장군면                                                                                           |
|                                  | 공주시                                                              | 반포면                                                      |                                                                                           |                                                                                                  |
| 청벽삼거리                       | 공주시                                                              | 반포면                                                      | 지방도 제691호선 (왕흥장악로) 창벽로                                                      | 상행 진출 불가                                                                                   |
| 충남과학고등학교                 | 공주시                                                              | 반포면                                                      |                                                                                           |                                                                                                  |
| 마티터널                         | 공주시                                                              | 반포면                                                      |                                                                                           | 상행 연장 705m 하행 연장 700m                                                                    |
| 금천교차로                       | 공주시                                                              | 반포면                                                      | 가마봉길                                                                                  |                                                                                                  |
| 반포교차로                       | 공주시                                                              | 반포면                                                      | 국도 제1호선 (반포세종로)                                                                 | 국도 제1호선과 중복                                                                              |
| 공암교                           | 공주시                                                              | 반포면                                                      |                                                                                           | 국도 제1호선과 중복                                                                              |
| 공암교차로                       | 공주시                                                              | 반포면                                                      | 송곡로                                                                                    | 국도 제1호선과 중복                                                                              |
| 희망교차로                       | 공주시                                                              | 반포면                                                      | 상하신길                                                                                  | 국도 제1호선과 중복                                                                              |
| 온천교                           | 공주시                                                              | 반포면                                                      |                                                                                           | 국도 제1호선과 중복                                                                              |
| 박정자삼거리                     | 공주시                                                              | 반포면                                                      | 동학사1로                                                                                 | 국도 제1호선과 중복                                                                              |
| 사봉교차로                       | 공주시                                                              | 반포면                                                      | 먹방길                                                                                    | 국도 제1호선과 중복                                                                              |
| 삽재교차로                       | 공주시                                                              | 반포면                                                      | 국도 제1호선 (백운로, 금벽로)                                                             | 국도 제1호선과 중복                                                                              |

- 기존 구간 (2015년 이전 노선)
  - 신덕 교차로 - 차동1 교차로 - 차동고개 - 녹천2 교차로 - 석남삼거리 - 녹천교 - 만년교앞 교차로 - 만년교 - 만천 교차로 - 산정삼거리 - 신풍삼거리

### 대전광역시
| 이름                               | 접속 노선                                                                          | 소재지     | 소재지 | 비고                           |
| ---------------------------------- | ---------------------------------------------------------------------------------- | ---------- | ------ | ------------------------------ |
| 삽재교차로                         | 국도 제1호선 (백운로, 금벽로)                                                      | 대전광역시 | 유성구 | 도계                           |
| 국립대전현충원 덕송초등학교 덕명교 |                                                                                    | 대전광역시 | 유성구 |                                |
| 덕명네거리                         | 동서대로 한밭대로                                                                  | 대전광역시 | 유성구 |                                |
| 현충원역삼거리                     | 노은로                                                                             | 대전광역시 | 유성구 |                                |
| 현충원역                           |                                                                                    | 대전광역시 | 유성구 |                                |
| 장대삼거리                         | 월드컵대로                                                                         | 대전광역시 | 유성구 | 유성 나들목과 간접 연결        |
| 구암교사거리                       | 국가지원지방도 제32호선 (유성대로) 유성대로718번길 유성대로719번길 유성대로720번길 | 대전광역시 | 유성구 | 국가지원지방도 제32호선과 중복 |
| 구암역삼거리                       | 국가지원지방도 제32호선 (유성대로)                                                 | 대전광역시 | 유성구 | 국가지원지방도 제32호선과 중복 |
| 유성시외버스정류소                 |                                                                                    | 대전광역시 | 유성구 |                                |
| 봉명네거리                         | 장대로 계룡로52번길                                                                | 대전광역시 | 유성구 |                                |
| 유성네거리 (유성온천역)            | 도안대로                                                                           | 대전광역시 | 유성구 |                                |
| 용반네거리                         | 도안동로 온천동로                                                                  | 대전광역시 | 유성구 |                                |
| 만년교                             |                                                                                    | 대전광역시 | 유성구 |                                |
|                                    | 서구                                                                               | 대전광역시 |        |                                |
| 만년교네거리                       | 갑천도시고속도로                                                                   | 대전광역시 |        |                                |
| 계룡지하차도                       | 월드컵대로 월드컵대로484번길                                                       | 대전광역시 |        |                                |
| 월평삼거리                         | 월평서로 계룡로264번길                                                             | 대전광역시 |        |                                |
| 갈마네거리                         | 신갈마로                                                                           | 대전광역시 |        |                                |
| 갈마삼거리                         | 대전광역시도 제15호선 (갈마로)                                                     | 대전광역시 |        |                                |
| 큰마을네거리 (갈마지하차도)        | 국가지원지방도 제57호선 (대덕대로)                                                 | 대전광역시 |        |                                |
| 숭어리샘네거리                     | 문정로 계룡로500번길                                                               | 대전광역시 |        |                                |
| 탄방지하차도                       | 계룡로553번길 문정로48번길                                                         | 대전광역시 |        |                                |
| 탄방네거리                         | 도솔로                                                                             | 대전광역시 |        |                                |
| 롯데백화점 대전점                  |                                                                                    | 대전광역시 |        |                                |
| 용문역네거리                       | 도산로                                                                             | 대전광역시 |        |                                |
| 수침교네거리                       | 유등로                                                                             | 대전광역시 |        |                                |
| 수침교                             |                                                                                    | 대전광역시 |        |                                |
|                                    | 중구                                                                               | 대전광역시 |        |                                |
| 용두네거리 (계룡육교)              | 오류로 어덕마을로                                                                  | 대전광역시 |        |                                |
| 오룡역네거리                       | 동서대로                                                                           | 대전광역시 |        |                                |
| 서대전초교삼거리                   | 선화로                                                                             | 대전광역시 |        |                                |
| 서대전네거리                       | 국도 제4호선 (계백로) (계룡로) 중앙로                                              | 대전광역시 |        |                                |
| 계백로(국도 제4호선) 직결          |                                                                                    |            |        |                                |

## 도로명
충청남도
- 태안군 소원면 만리포 ~ 서산시 석남동 예천사거리 : 서해로
- 서산시 석남동 예천사거리 ~ 성연면 일람 교차로 : 충의로
- 서산시 성연면 일람 교차로 ~ 음암면 부장 교차로 : 외곽순환로
- 서산시 음암면 부장 교차로 ~ 당진시 신평면 거산2 교차로: 서해로
- 당진시 신평면 거산2 교차로 ~ 예산군 예산읍 간양 교차로: 예당평야로
- 예산군 예산읍 간양 교차로 ~ 무한 교차로: 충서로
- 예산군 예산읍 무한 교차로 ~ 공주시 우성면 질마 교차로: 차동로
- 공주시 우성면 질마 교차로 ~ 반포면 삽재 교차로: 금벽로

대전광역시
- 유성구 갑동 삽재 교차로 ~ 장대동 구암교네거리: 현충원로
- 유성구 장대동 구암교네거리 ~ 구암동 구암역삼거리: 유성대로
- 유성구 구암동 구암역삼거리 ~ 중구 서대전네거리: 계룡로

## 자동차 전용도로 구간
아래 구간은 국토교통부에서 지정한 자동차 전용도로 구간이므로 보행자, 자전거 등은 통행할 수 없다. 이륜자동차 (모터사이클 혹은 오토바이)는 긴급자동차 (싸이카 및 소방용 모터사이클 등)에 한해 통행이 가능하며, 그 밖의 이륜자동차와 경운기, 우마차, 트랙터, 손수레는 통행할 수 없다.
| 도로명                          | 시점                                       | 종점                                       | 총연장 (km) | 차로수 | 지정일          |
| ------------------------------- | ------------------------------------------ | ------------------------------------------ | ----------- | ------ | --------------- |
| 외곽순환로 (성연 ~ 음암간 도로) | 충청남도 서산시 성연면 일람리(일람 교차로) | 충청남도 서산시 음암면 부장리(부장 교차로) | 7.65        | 4      | 2009년 4월 17일 |